# Vepsarn
Vepsarn (finska: Vepsä) är en ö i Finland. Den ligger i Skärgårdshavet och i kommunen Åbo i den ekonomiska regionen  Åbo ekonomiska region i landskapet Egentliga Finland, i den sydvästra delen av landet. Ön ligger omkring 13 kilometer sydväst om Åbo och omkring 160 kilometer väster om Helsingfors.
Öns area är 19,1 hektar och dess största längd är 0,7 kilometer i nord-sydlig riktning. Ön höjer sig omkring 20 meter över havsytan.
På sommaren är Vepsarn en populär rekreationsö. Sjöbussen m/s Lily åker dit tre gånger dagligen från Åbo. Resetiden är en timme. På ön finns en badstrand, minigolfbana, kafé-restaurang och möjlighet att hyra bastu eller stugor. En 27-meter hög häll på öns södra sida erbjuder goda vyer över Skärgårdshavet, Satava, Nagu och Rimito.